# Úrvalsdeild (Handball)

Logo

Die Úrvalsdeild karla (deutsch Auswahlliga der Männer) bzw. nach dem Namenssponsor  Olís Deildin ist die höchste Spielklasse im isländischen Handball der Männer. Sie wurde in der Saison 1939/40 zum ersten Mal ausgetragen und wird vom Handknattleikssamband Íslands (HSÍ) organisiert.
Es nehmen an der Hauptrunde zwölf Mannschaften teil, die in Hin- und Rückrunde im Modus Jeder gegen Jeden antreten. Die beiden Letztplatzierten steigen ab. Die ersten acht Mannschaften spielen in der Play-off-Runde um die Meisterschaft an. Im Viertelfinale gilt der Modus Best-of-3, im Halbfinale und Finale Best-of-5. Der Sieger ist isländischer Meister und damit für die EHF European League qualifiziert. Die drei weiteren Halbfinalisten nehmen am EHF European Cup teil.

## Liste der Meister
- 1939/40: Valur Reykjavík (1. Titel)
- 1940/41: Valur Reykjavík
- 1941/42: Valur Reykjavík
- 1942/44: Haukar Hafnarfjörður (1. Titel)
- 1943/44: Valur Reykjavík
- 1944/45: Ármann Reykjavík (1. Titel)
- 1945/46: ÍR Reykjavík (1. Titel)
- 1946/47: Valur Reykjavík
- 1947/48: Valur Reykjavík
- 1948/49: Ármann Reykjavík
- 1949/50: Fram Reykjavík (1. Titel)
- 1950/51: Valur Reykjavík
- 1951/52: Ármann Reykjavík
- 1952/53: Ármann Reykjavík
- 1953/54: Ármann Reykjavík
- 1954/55: Valur Reykjavík
- 1955/56: FH Hafnarfjörður (1. Titel)
- 1956/57: FH Hafnarfjörður
- 1957/58: KR Reykjavík (1. Titel)
- 1958/59: FH Hafnarfjörður
- 1959/60: FH Hafnarfjörður
- 1960/61: FH Hafnarfjörður
- 1961/62: Fram Reykjavík
- 1962/63: Fram Reykjavík
- 1963/64: Fram Reykjavík
- 1964/65: FH Hafnarfjörður
- 1965/66: FH Hafnarfjörður
- 1966/67: Fram Reykjavík
- 1967/68: Fram Reykjavík
- 1968/69: FH Hafnarfjörður
- 1969/70: Fram Reykjavík
- 1970/71: FH Hafnarfjörður
- 1971/72: Fram Reykjavík
- 1972/73: Valur Reykjavík
- 1973/74: FH Hafnarfjörður
- 1974/75: Víkingur Reykjavík (1. Titel)
- 1975/76: FH Hafnarfjörður
- 1976/77: Valur Reykjavík
- 1977/78: Valur Reykjavík
- 1978/79: Valur Reykjavík
- 1979/80: Víkingur Reykjavík
- 1980/81: Víkingur Reykjavík
- 1981/82: Víkingur Reykjavík
- 1982/83: Víkingur Reykjavík
- 1983/84: FH Hafnarfjörður
- 1984/85: FH Hafnarfjörður
- 1985/86: Víkingur Reykjavík
- 1986/87: Víkingur Reykjavík
- 1987/88: Valur Reykjavík
- 1988/89: Valur Reykjavík
- 1989/90: FH Hafnarfjörður
- 1990/91: Valur Reykjavík
- 1991/92: FH Hafnarfjörður
- 1992/93: Valur Reykjavík
- 1993/94: Valur Reykjavík
- 1994/95: Valur Reykjavík
- 1995/96: Valur Reykjavík
- 1996/97: KA Akureyri (1. Titel)
- 1997/98: Valur Reykjavík
- 1998/99: UMF Afturelding (1. Titel)
- 1999/2000: Haukar Hafnarfjörður
- 2000/01: Haukar Hafnarfjörður
- 2001/02: KA Akureyri
- 2002/03: Haukar Hafnarfjörður
- 2003/04: Haukar Hafnarfjörður
- 2004/05: Haukar Hafnarfjörður
- 2005/06: Fram Reykjavík
- 2006/07: Valur Reykjavík
- 2007/08: Haukar Hafnarfjörður
- 2008/09: Haukar Hafnarfjörður
- 2009/10: Haukar Hafnarfjörður
- 2010/11: FH Hafnarfjörður
- 2011/12: HK Kópavogur (1. Titel)
- 2012/13: Fram Reykjavík
- 2013/14: ÍBV Vestmannaeyjar (1. Titel)
- 2014/15: Haukar Hafnarfjörður
- 2015/16: Haukar Hafnarfjörður
- 2016/17: Valur Reykjavík
- 2017/18: ÍBV Vestmannaeyjar
- 2018/19: UMF Selfoss (1. Titel)
- 2019/20: Ausgefallen wegen COVID-19-Pandemie
- 2020/21: Valur Reykjavík
- 2021/22: Valur Reykjavík
- 2022/23: ÍBV Vestmannaeyjar
- 2023/24: FH Hafnarfjörður
- 2024/25: Fram Reykjavík

## Anzahl der Meisterschaften
- Valur Reykjavík (24 Titel, 1940–2022)
- FH Hafnarfjörður (17 Titel, 1956–2024)
- Haukar Hafnarfjörður (11 Titel, 1943–2016)
- Fram Reykjavík (11 Titel, 1950–2025)
- Víkingur Reykjavík (7 Titel, 1975–1987)
- Ármann Reykjavík (5 Titel, 1945–1954)
- ÍBV Vestmannaeyjar (3 Titel, 2014, 2018, 2023)
- KA Akureyri (2 Titel, 1997, 2002)
- UMF Afturelding (1 Titel, 1999)
- HK Kópavogur (1 Titel, 2012)
- ÍR Reykjavík (1 Titel, 1946)
- KR Reykjavík (1 Titel, 1958)
- UMF Selfoss (1 Titel, 2019)